# Sanna (Schiff)
Die Sanna ist ein Fischereiforschungsschiff des grönländischen Instituts Grønlands Naturinstitut in Nuuk.
Das Schiff wurde für rund 50 Millionen DKK unter der Baunummer 416 auf der Werft Karstensens Skibsværft in Skagen gebaut. Die Ablieferung erfolgte am 14. März 2012. Getauft wurde das Schiff am 14. April 2012 in Nuuk. Das Schiff ist nach Sedna, der Meeresgöttin der Inuit, benannt. Es ersetzte das 1967 gebaute Forschungsschiff Adolf Jensen.
Der Entwurf des Schiffes stammt vom dänischen Unternehmen OSK-ShipTech.
Das Schiff ist in erster Linie für die Fischereiforschung vorgesehen, kann aber auch in anderen Disziplinen wie Klima- und Umweltforschung eingesetzt werden. Es ist für verschiedene Fangmethoden wie z. B. Schleppnetz- und Langleinenfischerei ausgelegt. Haupteinsatzgebiet des Schiffes ist die Westküste Grönlands.

## Technische Daten und Ausstattung
Der Antrieb des Schiffes erfolgt durch einen Cummins-Dieselmotor des Typs K38 mit 749 kW Leistung, der auf einen Verstellpropeller wirkt. Das Schiff erreicht 12 kn. Für die Stromversorgung steht ein Generatorsatz zur Verfügung. Der Antrieb des Generators erfolgt durch einen Cummins-Dieselmotor des Typs QSM 11D mit 220 kW Leistung. Das Schiff ist mit einem Bugstrahlruder ausgerüstet.
An Bord befinden sich mehrere Labore, darunter ein Nass- und ein Trockenlabor. Hinter den Decksaufbauten befindet sich ein offenes Arbeitsdeck. Am Heck des Schiffes befindet sich ein schwenkbarer Heckgalgen. Das Schiff ist im Mast mit einem Krähennest ausgerüstet, das für die Beobachtung von Meeressäugern und -vögeln dient.
Das Schiff kann einen 20-Fuß- und zwei 10-Fuß-Container mitführen.
An Bord ist Platz für sechs Besatzungsmitglieder und zehn Wissenschaftler, die in neun Kabinen, zwei Einzel- und sieben Doppelkabinen, untergebracht werden können.